# Ragnar Wicksell
Per Edgar Ragnar "Ragge" Wicksell, född 26 september 1892 i Enköping, död 31 juli 1974 i Stockholm, var en svensk fotbolls- och bandyspelare som var uttagen till de svenska fotbollstrupperna i OS i Stockholm 1912 och OS i Antwerpen 1920. Han spelade i de båda turneringarna i Sveriges samtliga matcher.
Wicksell spelade som halvback i Djurgårdens IF och var en starkt bidragande orsak till att DIF tog så många guld under 1910-talet. Med detta är han endast en av tre Djurgårdare med fyra SM-guld i fotboll (de båda övriga Bertil Nordenskjöld och Gösta "Knivsta" Sandberg).  Även inom bandyn representerade han Djurgårdens IF där det blev ett SM-guld - år 1912.
Wicksell spelade under åren 1911-21 sammanlagt 33 fotbollslandskamper för Sverige på vilka han gjorde 3 mål.

## Meriter

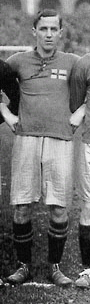
Wicksell vid en landskamp mot Norge i september 1917

### Fotboll

#### I klubblag
Djurgårdens IF
- Svensk mästare (4): 1912, 1915, 1917, 1920

#### I landslag
Sverige
- Uttagen till OS: 1912, 1920
- 33 landskamper, 3 mål

#### Individuellt
- Mottagare av Stora grabbars märke, 1926

### Bandy
Djurgårdens IF
- Svensk mästare (1): 1912

### Webbkällor
- Ragnar Wicksell på SOK:s hemsida
- Profil på sports-reference.com
- Lista på landskamper, svenskfotboll.se, läst 2013 01 29
- "Olympic Football Tournament Stockholm 1912", fifa.com, läst 2013 01 29